# 抗甲狀腺自體抗體
抗甲狀腺自體抗體或簡稱抗甲狀腺抗體（antithyroid autoantibodies 或 antithyroid antibodies）是指會攻擊甲狀腺上一種或多種構造的自體抗體。最有臨床重要性的抗甲狀腺抗體，包括：抗甲狀腺過氧化物酶抗體（anti-TPO antibodies，TPOAb）、促甲狀腺激素受體抗體（thyrotropin receptor antibodies，TRAb）和抗甲狀腺球蛋白抗體（TgAb）。TRAb 依它對促甲狀腺激素受體的功能影響被分為刺激型、阻斷型和中性型抗體。抗鈉碘同向運輸蛋白抗體（Anti–Na+/I− symporter antibodies）是個近年發現的自體抗體，它的臨床重要性目前仍不清楚。葛瑞夫茲氏病（又名「彌漫性毒性甲狀腺腫」）和橋本氏甲狀腺炎都與抗甲狀腺抗體存在有關。雖然有所重疊，anti-TPO 最常合併橋本氏甲狀腺炎，而刺激型 TRAb 最常與葛瑞夫茲氏病有關。甲狀腺微粒體抗體是一群抗甲狀腺抗體，在確定目標抗原是 TPO 後才更改名稱。

## 亞型
抗甲狀腺抗體可依攻擊的目標抗原分成幾個亞型：

### 抗甲狀腺過氧化物酶抗體
抗甲狀腺過氧化物酶（anti-TPO）抗體攻擊針對的目標是自體抗原 TPO。TPO 是個 105 kDa 大的醣蛋白，在甲狀腺中負責催化碘氧化和甲狀腺球蛋白上的酪胺酸官能基碘化。此類抗體主要的目標是TPO蛋白上羧基端具免疫原性區域的構型抗原表位，但也有部分則是針對抗原的線性抗原表位。抗TPO抗體是最常見的抗甲狀腺自體抗體，它存在於大約90%的橋本氏甲狀腺炎患者、75％的葛瑞夫茲氏病患者，及10-20％的結節性甲狀腺腫或甲狀腺癌患者。此外，10-15%的正常人也有高濃度的抗TPO抗體。慢性自體免疫甲狀腺炎在急性發作期可發現高濃度的抗TPO抗體，因此，已具有TPO抗體的自體免疫甲狀腺炎患者，可根據它的抗體力價（抗體濃度的單位）評估疾病的活性。大部分的抗TPO抗體是由浸潤於甲狀腺組織內的淋巴細胞製造，少部分來自淋巴結和骨髓。目前認為抗TPO抗體不會直接破壞甲狀腺；但它們但會活化補體系統，產生後續的免疫細胞毒殺作用，將會破壞甲狀腺細胞。

### 促甲狀腺激素受體抗體
促甲狀腺激素受體（TSH receptor）是促甲狀腺素受體抗體（TRAbs）的目標抗原。它是一種G蛋白偶聯受體，負責甲狀腺素的訊息傳遞。依 TRAb 對受體訊息傳傳遞的影響，可分為刺激型抗體（會產生甲狀腺功能亢進症）、阻斷型抗體（與甲狀腺炎有關），及中性型抗體（不會影響受體功能）。刺激型和阻斷型抗體主要與構型抗原表位結合，而中性型抗體主要與抗原的線性抗原表位結合。自體抗體與促甲狀腺素受體結合的位置對受體功能的影響不同，與蛋白胺基端結合的具刺激型功能，與261-370或388-403號殘基結合的具阻斷型功能。葛瑞夫茲氏病患者中 70-100% 具有 TRAb（其中 85-100% 是刺激型抗體，75-96% 是阻斷型抗體），而一般大眾中有 1-2% 具有 TRAb。
刺激型 TRAbs 是葛瑞夫茲氏病（自體免疫甲狀腺功能亢進症）的特點。與 TRAbs 相比，TPO 抗體測量更簡單，因此經常被當作診斷葛瑞夫茲氏病的替代指標。這些抗體與促甲狀腺激素受體結合後，會活化腺苷酸環化酶，並刺激甲狀腺激素生產及甲狀腺中後續的血管形成與生長。TRAbs 有助於診斷葛瑞夫茲氏眼病變。雖然，TRAbs 造成葛瑞夫茲氏眼病變的正確機轉仍不清楚，但有可能是自體抗體與眼眶後組織上的促甲狀腺激素受體結合，造成淋巴細胞浸潤與後續的發炎反應。發炎產生的細胞因子會刺激成纖維細胞合成與分泌糖胺聚糖，糖胺聚糖堆積後，造成眼病變。
阻斷型 TRAbs，又稱為「促甲狀腺激素結合抑制型免疫球蛋白（TBII）」，它會競爭性抑制促甲狀腺激素在受體上的活性。因促甲狀腺激素刺激甲狀腺激素分泌的能力減弱，而導致甲狀腺機能低下症。在橋本氏甲狀腺炎和葛瑞夫茲氏病患者身上都可能找它，並因此造成後續的甲狀腺功能高低起伏。葛瑞夫茲氏病治療期間，阻斷型抗體可能成為主要的自體抗體，進而產生甲狀腺機能低下症。
中性型抗體的臨床和生理重要性仍不清楚。然而，它們可以造成促甲狀腺激素受體的半衰期延長。

### 抗甲狀腺球蛋白抗體
甲狀腺球蛋白抗體（Anti-thyroglobulin Antibody，Anti-Tg）是針對甲狀腺球蛋白。甲狀腺球蛋白是一個 660kDa 的基質蛋白，它會參與甲狀腺激素的生產。70% 的橋本氏甲狀腺炎，60% 的原發性甲狀腺機能低下症，30% 的葛瑞夫茲氏病，一小部分的甲狀腺癌和 3％ 的正常人身上可以測到這個自體抗體。甲狀腺球蛋白抗體陽性者 99% 具有抗 TPO 抗體，然而，有抗 TPO 抗體的人身上只有 35% 同時具有甲狀腺球蛋白抗體。

### 抗鈉碘同向運輸蛋白抗體
最近發現的抗鈉碘同向運輸蛋白抗體，可能是甲狀腺自體抗體的一種，它們與甲狀腺疾病的關係仍未定論。大約 20% 的葛瑞夫茲氏病和 24% 橋本氏甲狀腺炎可以找到他們。

## 致病機轉
在葛瑞夫茲氏病，CD4+ T細胞活化後會召集B細胞進入甲狀腺，這些 B 細胞會製造針對特定甲狀腺抗原的抗體。在橋本氏甲狀腺炎，活化的 CD4+ T細胞會分泌干擾素-γ，使甲狀腺細胞在細胞表面顯示主要組織相容性複合體第II型分子，這會刺激具自體反應性的T細胞族群數量增加，並延長後續的發炎反應。
雖然會用檢測抗甲狀腺抗體來追蹤與診斷自體免疫甲狀腺炎，但是一般卻認為它們不會直接破壞甲狀腺。

## 對人類生殖的影響
孕婦身上若有抗甲狀腺抗體存在，她們發生無法解釋的生育力低下（OR 1.5，95% 信賴區間 1.1–2.0）、流產（OR 3.73, 95% CI 1.8–7.6）、反覆流產（OR 2.3, 95% CI 1.5–3.5）、早產（OR 1.9, 95% CI 1.1-3.5）和孕婦產後甲狀腺炎（OR 11.5, 95% CI 5.6–24）的風險比沒有自體抗體的孕婦高。此外，近期研究發現抗 TPO 抗體陽性且甲狀腺功能正常的孕婦，若預防性使用左旋甲狀腺素並不會增加胎兒的活產率。

## 歷史
1912年，橋本策首度描述一種合併甲狀腺機能低下症的甲狀腺腫，淋巴球會浸潤患者的甲狀腺。1956年，在此類患者體內發現抗甲狀腺球蛋白抗體，暗示這可能是一種自體免疫疾病。同年晚些，研究者發現刺激型促甲狀腺激素受體抗體。甲狀腺微粒體抗體是在1964年發現，確認其針對的抗原後，更名為抗TPO抗體。